# CATFIST
CATFIST（キャットフィスト）は、福岡県出身のヴィジュアル系ロックバンド。結成当初のバンド名は猫拳（キャットパンチ）で、後に「消えない傷跡」と解釈させていた。
2008年3月に福岡で結成され、インディーズシーンで人気を誇った。2014年4月25日、東京でのラストワンマンライブを最後に解散。

## メンバー
- 心（ココロ）：ボーカル担当。福岡県出身。
- kazshi（カズシ）：ギター担当。長崎県出身。
- 夜紫（ヨシ）：ベース担当。山口県出身。
- 正人（マサト）：ドラム担当。福岡県出身。

### 旧メンバー
- 啓（ケイ）：ギター担当。福岡県出身。2011年脱退。

### 来歴
- 2008年3月 結成。福岡県でボーカル心を中心にセッションバンド始動。後にギターkazshiが加入し正式に始動。
- 2012年10月 活動の拠点を東京へ移しSPEEDDISKに所属。計3枚のシングルをリリース。
- 2013年9月 ボーカル心の体調不良により休養。
- 2013年12月 活動停止。
- 2014年4月25日 解散。

## ディスコグラフィ
CD
| タイトル                       | 発売日         | 品番     |
| ------------------------------ | -------------- | -------- |
| ReflectivE                     | 2010年2月13日  | CFCD-000 |
| Feel your pain                 | 2010年4月3日   | CFCD-001 |
| OBSCURITY                      | 2010年9月1日   | CFCD-002 |
| THE BEAUTIFUL WORLD NEVER DIES | 2010年12月31日 | CFCD-003 |
| SHINE WITH MY SUNSET           | 2011年4月22日  | CFCD-004 |
| DOLL                           | 2011年7月14日  | CFCD-005 |
| LIMITED COLLECTION             | 2012年6月1日   | CFCD-006 |
| ANOTHER/BUTTERFLY              | 2012年7月29日  | CFCD-007 |
| Definite Promise               | 2012年9月29日  | CFCD-008 |
| GREED                          | 2013年3月13日  | SDR-243  |
| 悲哀なる愛情                   | 2013年4月17日  | SDR-244  |
| THE MOMENT                     | 2013年9月10日  | SDR-253  |

DVD
| タイトル                           | 発売日         | 品番     |
| ---------------------------------- | -------------- | -------- |
| THE SUN SETS IN THE DEEP DARKNESS  | 2010年11月13日 | CFDV−001 |
| THE MOON SETS IN THE DEEP DARKNESS | 2010年11月13日 | CFDV-002 |